# René Thury

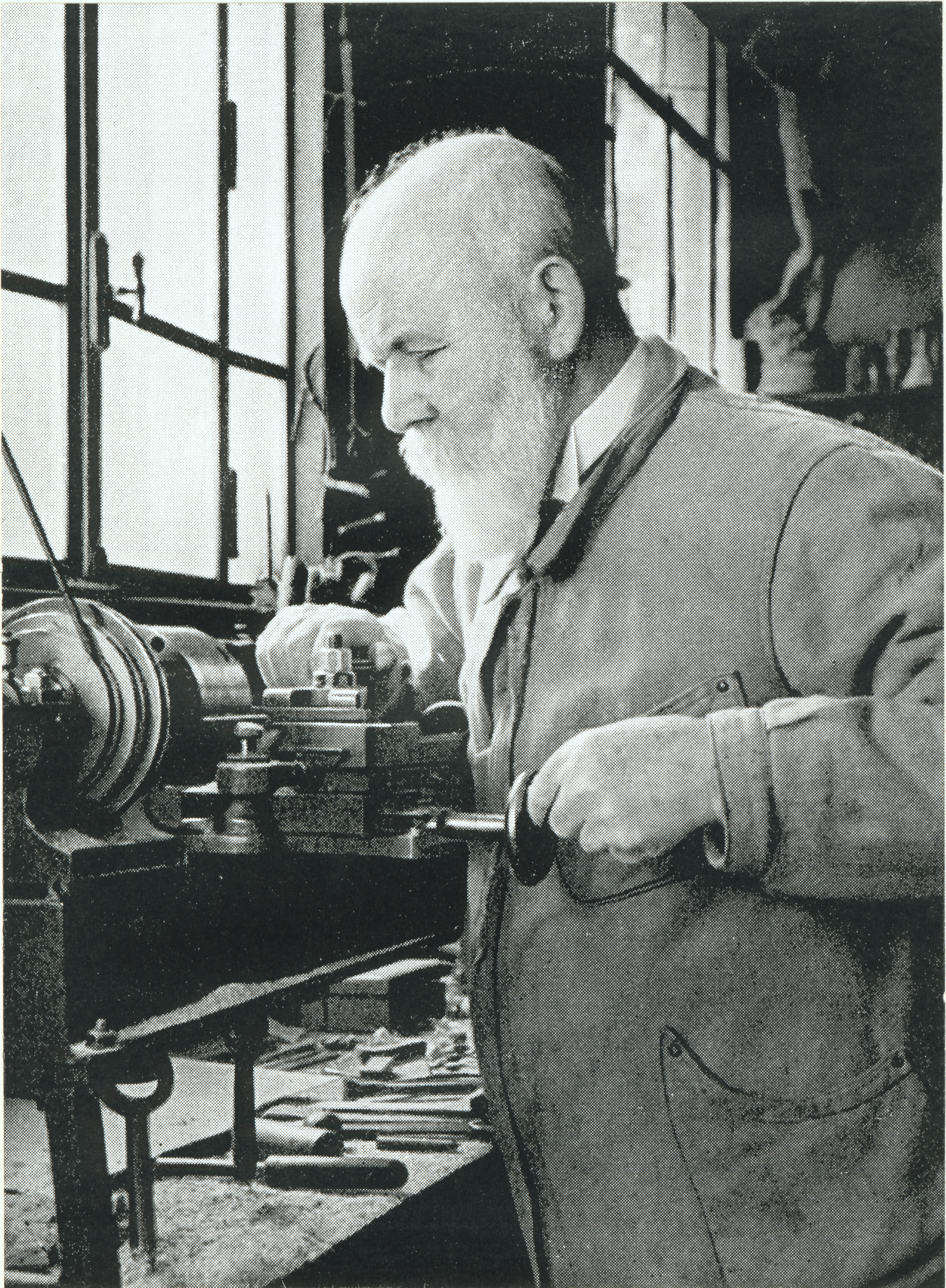
René Thury, 1910

René Thury (* 7. April 1860 in Plainpalais bei Genf; † 23. April 1938 in Genf) war ein Schweizer Pionier der Elektrotechnik. Er galt in der Fachwelt als «König des Gleichstroms».

## Leben
Sein Vater Marc Thury war Lehrer der Naturgeschichte. Ab 1874 machte René eine Lehre bei Emil Bürgin in der Société pour la construction d’instruments de physique (SIP), zu deren Gründungsmitgliedern auch sein Vater zählte. Als Bürgin um 1876 die Firma verliess, wurde er sein Nachfolger. Er wurde auch Laboratoriumsmechaniker von Professor Jacques-Louis Soret an der Universität Genf. An Bürgins Dynamo missfiel ihm, dass die Erregung aus einer Batterie gespeist wurde, und ersann die Nebenschlusserregung.
Ab 1877 baute er mit Nussberg ein dampfbetriebenes Dreirad, den Thury-Nussberg Dampfwagen. Es dürfte eines der ersten in der Schweiz gebauten Autos gewesen sein.
Zur Klärung, ob es sich lohnen würde, sich finanziell an den Erfindungen Edisons zu beteiligen, wurde er 1880 in die USA entsandt. Während die anderen Experten das verneinten, blieb Thury als Edisons Mitarbeiter dort. Er erlangte dort viele Anregungen, kam aber auch zu der Überzeugung, dass Edisons Dynamos wesentlich verbessert werden könnten. Wieder in Genf berechnete und baute er für SIP in Lizenz von Edison und Zénobe Gramme Dynamos. Danach arbeitete er kurz für Bürgin & Alioth und wechselte dann als technischer Leiter zur A. de Meuron & Cuénod, wo er sich entfalten konnte. Während die ersten Dynamos alle zweipolig gebaut waren, baute er ab 1882 sechspolige Ausführungen, für die er 1884 auf der Turiner Ausstellung die Goldmedaille erhielt.

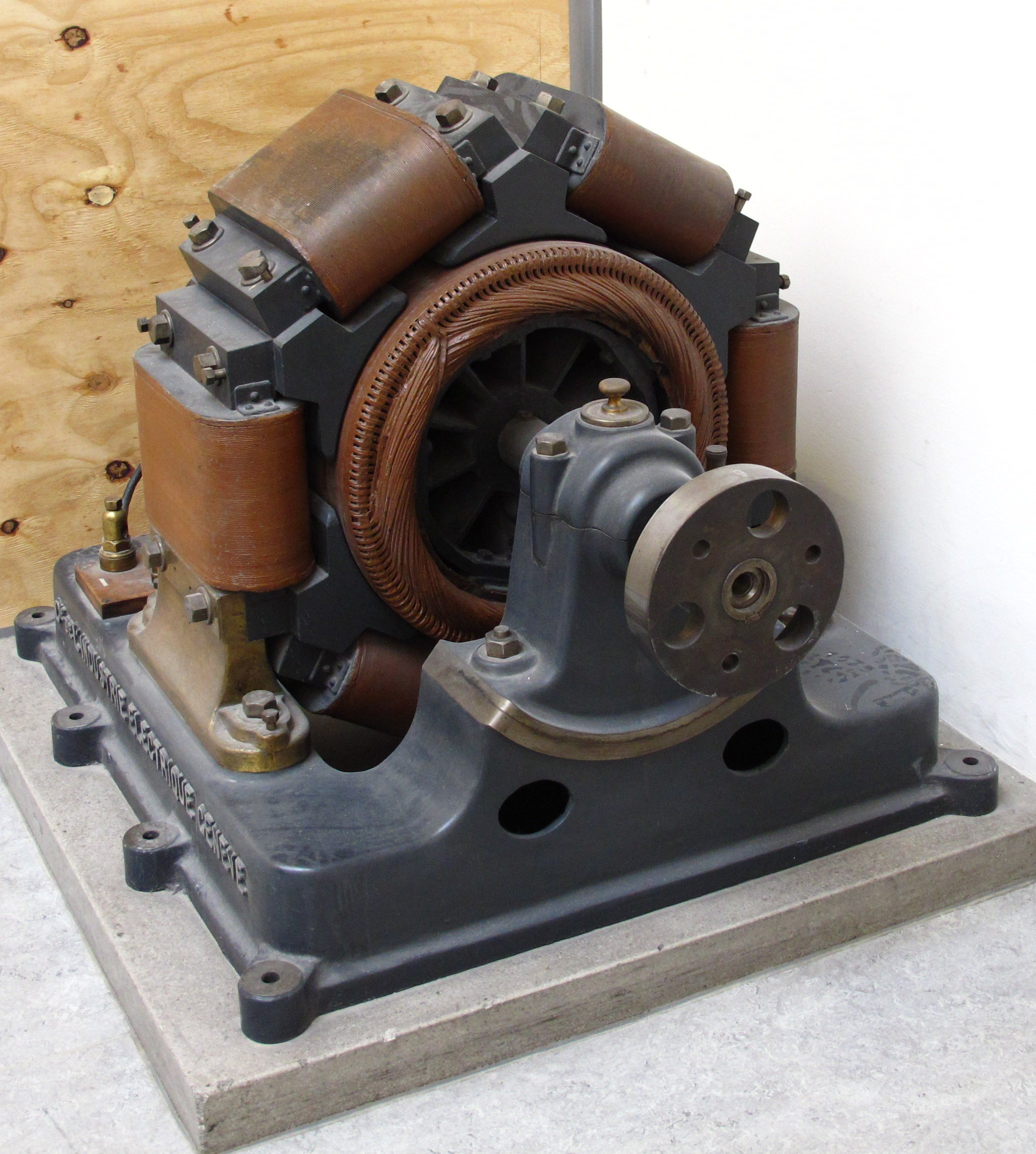
Sechspoliger Gleichstromgenerator von Thury, 1896

Nachdem er 1885 von der Taubenlochschlucht nach Bözingen die erste Schweizer Gleichstromübertragung mit 500 Volt eingerichtet hatte, baute er den ersten elektrischen Antrieb für eine Standseilbahn, die Bürgenstock-Bahn am Vierwaldstättersee, die 1888 eröffnet wurde. Der Strom wurde in einem bahneigenen Kraftwerk erzeugt und über eine 4,2 km lange Freileitung zur Bergstation der Bahn übertragen. Der Erfolg der Bahn gab ihm weitere Aufträge, wie zum Beispiel die Stanserhorn-Bahn und die San-Salvatore-Bahn.

### Gleichstromübertragung System Thury
René Thury entwickelte ein nach ihm benanntes System zur Übertragung von elektrischer Energie über grössere Distanzen, das mit hochgespanntem Gleichstrom arbeitet. Die hohe Spannung wurde mit in Reihe geschalteten Generatoren erzeugt und von ebenfalls in Reihe geschalteten elektrischen Motoren genutzt. Im System war die Spannung abhängig von der Last, während der elektrische Strom in der Leitung konstant gehalten wurde.
Es wurden die folgenden Anlagen nach diesem System gebaut:
- 1890 bei Genua[2]
- 1897 in La Chaux-de-Fonds (14.000 V)[3]
- 1901 zwischen St-Maurice und Lausanne (22.000 V, 3680 kW)[4][5]
- 1906 zwischen Moûtiers und Lyon (180 km, 100.000 V, 14.700 kW)[6]

### Thury-Lokomotive

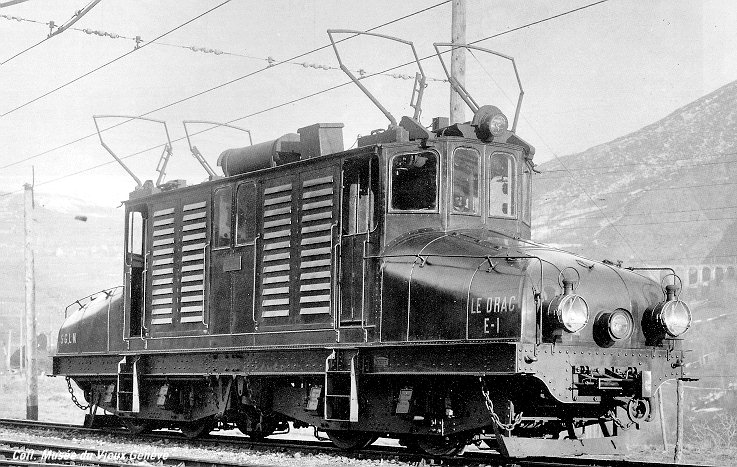
Elektrolokomotive Le Drac 1903 mit dem von René Thury entwickelten Gleichstromsystem

Thury liess für die Kohlen-Bahn Chemin de fer de La Mure von La Mure nach Saint-Georges-de-Commiers bei Grenoble eine elektrische Lokomotive bauen, die 1903 abgeliefert wurde. Sie wurde als E1 bezeichnet und trug den Namen Le Drac nach dem Fluss im Tal, wo die Bahn verkehrte. Die vier Motoren der Lokomotive leisteten zusammen 367 Kilowatt. Das von Thury entwickelte spezielle Stromsystem bestand aus einem Dreileiter-System mit einer positiven 1200-Volt-Phase, einer negativen 1200 Volt-Phase und einem „Nullleiter“ zwischen den beiden Spannungen. Die Versorgung erfolgte über eine zweipolige Oberleitung mit zwei Stromabnehmer-Paaren und den Fahrschienen als „Nullleiter“. Damit konnten hohe Leistungen übertragen, zugleich jedoch die Spannung der Fahrmotoren in tragbaren Grenzen gehalten werden. Vier ähnliche Maschinen wurden zwischen 1905 und 1909 geliefert und versahen bis 1933 ihren Dienst.
Er entwickelte auch den Thury-Regler (régulateur à déclic).
Nach seinem Austritt im Jahre 1910 war er als Berater tätig. Er baute zuletzt in Frankreich einen Hochfrequenz-Generator für drahtlose Telegrafie-Sender mit 40 Kilohertz und für Leistungen bis 1000 Kilowatt.